# Jean-François Revel
Jean-François Revel, pseudonimo di Jean-François Ricard (Marsiglia, 19 gennaio 1924 – Le Kremlin-Bicêtre, 30 aprile 2006), è stato uno scrittore, giornalista e filosofo francese.
Socialista in gioventù, Revel divenne in seguito un esponente del liberalismo e del libero mercato. Revel è conosciuto soprattutto per i suoi libri "Senza Marx o Gesù: la nuova rivoluzione americana è cominciata" e "Anti-americanismo", scritto un anno dopo gli attentati dell'11 settembre 2001.

## Biografia
Nato con il nome Jean-François, adottò più tardi lo pseudonimo Revel come suo cognome legale. Durante l'occupazione tedesca della Francia, Revel partecipò alla Resistenza francese. Revel studiò al Lycée du Parc di Lione ed entrò nella prestigiosa École normale supérieure de Lyon dove studiò filosofia.
Revel cominciò la sua carriera come professore di filosofia, insegnando in Algeria, Italia e Messico, prima di stabilirsi a Lilla. Smise di insegnare nel 1963 per iniziare la sua carriera di scrittore e saggista.
Socialista fino alla fine degli anni '60, Revel è stato un ghost writer per il presidente socialista François Mitterrand e fu candidato nelle elezioni parlamentari del 1967.
Durante la Guerra fredda, Revel era conosciuto come uno degli esponenti dei valori del liberalismo classico come libertà e democrazia, in contrasto con altri intellettuali europei filo-comunisti. La pubblicazione del suo libro Senza Marx o Gesù: la nuova rivoluzione americana è cominciata segnò il suo passaggio dal socialismo al liberalismo come "filosofo della libertà nella tradizione di Raymond Aron." Nel 1973 fu uno dei firmatari del secondo manifesto umanista
Dal 1998 al 2006 fu presidente dell'Institut d'Histoire Sociale. Ebbe come successore Emmanuel Le Roy Ladurie.
Nel 1985, firma una petizione a favore dell'armamento, da parte degli Stati Uniti, dei Contras, i gruppi paramilitari di estrema destra attivi in Nicaragua.

## Vita privata
Il suo primo matrimonio con la pittrice Yahne le Toumelin si concluse con un divorzio. Si sposò una seconda volta con Claude Sarraute, una giornalista. Dai due matrimoni ebbe tre figli; uno di questi, Matthieu Ricard, è un noto monaco buddista che si è laureato nel 1972 in genetica delle cellule all'Institut Pasteur prima di convertirsi al Buddismo tibetano. Padre e figlio hanno lavorato insieme al saggi Le moine et le philosophe (Il monaco e il filosofo) sulla conversione del figlio al buddismo.

## Opere
- Histoire de Flore, Julliard, 1957.
- Pourquoi des philosophes, Julliard, 1957.
  - A che servono i filosofi? traduzione di Maria Vittoria Predaval, Lerici, Milano 1958
- Pour l'Italie, Julliard, 1958.
- Le Style du général, Julliard, 1959.
- Sur Proust, Julliard, 1960.
- La Cabale des dévots, Julliard, 1962.
- En France, la fin de l'opposition, Julliard, 1965.
- Contrecensures, Jean-Jacques Pauvert, 1966.
- Lettre ouverte à la droite, Albin Michel, 1968.
- Ni Marx ni Jésus: de la seconde révolution américaine à la seconde révolution mondiale, 1970.
- Idées de notre temps, Robert Laffont, 1972.
- Descartes inutile et incertain, 1976.
- La tentation totalitaire, Parigi, Laffont, 1976.
- La nouvelle censure, 1977.
- Un festin en paroles : histoire littéraire de la sensibilité gastronomique de l'Antiquité à nos jours, 1979.
  - 3000 anni a tavola, traduzione di Giovanni Bogliolo, Rizzoli, Milano 1980
- La Grâce de l'État, 1981.
- Comment les démocraties finissent, Grasset, 1983.
- Le Rejet de l'État, 1984.
- Une anthologie de la poésie française, Robert Laffont, 1984.
- Le Terrorisme contre la démocratie, Hachette, 1987.
- La Connaissance inutile, 1988.
- L'Absolutisme inefficace, ou Contre le présidentialisme à la française, 1992.
- Le Regain démocratique, 1992.
- Histoire de la philosophie occidentale, de Thalès à Kant, Editions Nil, 1994.
- Le Moine et le philosophe, 1997 (dialogo con suo figlio Matthieu Ricard).
- Le Voleur dans la maison vide. Mémoires, Plon, 1997.
- L’Œil et la Connaissance, écrits sur l'art, Plon, 1998.
- Fin du siècle des ombres, 1999.
- La Grande Parade. Essai sur la survie de l'utopie socialiste, 2000.
- Les Plats de saison. Journal de l'année 2000, Plon, Editions du Seuil, 2001.
- L'Obsession anti-américaine, 2002.
  - L'ossessione antiamericana, Lindau, Torino 2004* Fin du siècle des ombres, Pocket, 2002.
- Mémoires, édition intégrale, Robert Laffont, Bouquins, 2018 (posthume),